# Amblygobius phalaena
Amblygobius phalaena là một loài cá biển thuộc chi Amblygobius trong họ Cá bống trắng. Loài này được mô tả lần đầu tiên vào năm 1837.

## Từ nguyên
Từ định danh phalaena cũng là tên một chi lỗi thời được Carl Linnaeus đặt cho hầu hết các loài bướm đêm, hàm ý không rõ, có lẽ đề cập đến tông màu nâu sẫm của loài cá này như những loài bướm đêm.

## Tình trạng phân loại
Do kích thước bé nhỏ và khó tiếp cận nên việc sử dụng các đặc điểm hình thái kết hợp với phương pháp mã vạch DNA giúp xác định và phân loại các loài cá bống trắng dễ dàng hơn. Kết quả phân tích gen của Daniel và cộng sự (2018) cho thấy, A. phalaena và Amblygobius albimaculatus là hai loài khác biệt, phù hợp với các nghiên cứu bác bỏ A. phalaena là đồng nghĩa của A. albimaculatus trước đây.

## Phân bố và môi trường sống
A. phalaena có phân bố rộng khắp khu vực Đông Ấn Độ Dương và Tây Thái Bình Dương, từ bang Tamil Nadu (cực nam Ấn Độ, gồm cả quần đảo Andaman) và quần đảo Cocos (Keeling) trải dài về phía đông đến quần đảo Marquises và Tuamotu (Polynésie thuộc Pháp), ngược lên phía bắc đến quần đảo Ryukyu (Nhật Bản), về phía nam đến Úc (bao gồm đảo Lord Howe) và đảo Rapa Iti.
Ở Việt Nam, A. phalaena được ghi nhận ở vùng biển ven bờ Bắc Trung Bộ, hòn Cau (Bình Thuận), cũng như cả quần đảo Hoàng Sa và Trường Sa.
A. phalaena sống trên các rạn san hô hoặc trong đầm phá, nền đáy cát và đá vụn, đôi khi trong thảm cỏ biển, được tìm thấy ở độ sâu đến ít nhất là 52 m.

## Mô tả
Chiều dài cơ thể lớn nhất được ghi nhận ở A. phalaena là 15 cm. Cá có màu nâu lục sẫm với 5 vạch màu nâu đen. Đầu có nhiều vệt đốm màu xanh óng. Có một sọc sẫm màu viền nhạt băng qua mắt và một sọc khác ngang qua má. Các đốm trắng nhỏ xếp thành 3–4 hàng ngang trên thân. Vây lưng trước có đốm đen và một đốm khác ở gốc vây đuôi trên.
Số gai ở vây lưng: 7; Số tia ở vây lưng: 13–15; Số gai ở vây hậu môn: 1; Số tia ở vây hậu môn: 14.

## Sinh thái

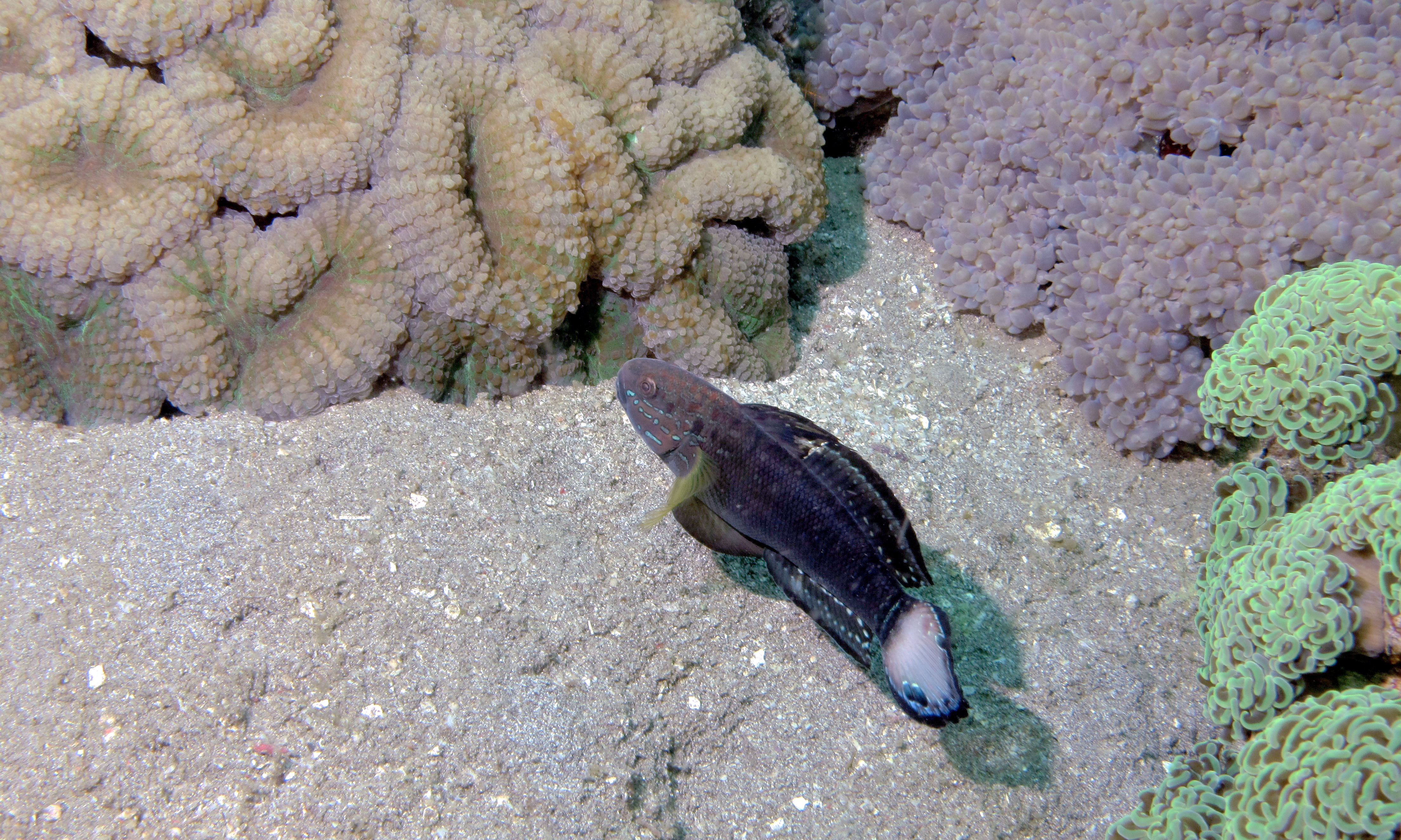
A. phalaena trên nền đá vụn

Thức ăn của A. phalaena là tảo, động vật giáp xác và vụn hữu cơ. A. phalaena sống theo cặp hoặc đơn độc. Mỗi cặp đôi hoặc cá thể đơn độc có một hoặc nhiều hang trong phạm vi lãnh thổ của chúng.
Hầu hết các cặp đôi vẫn ở bên nhau qua những lần sinh sản nối tiếp, chỉ một số ít cá thể là thay đổi bạn đời. Theo quan sát của Takegaki (2000), khi một con A. phalaena cái xâm phạm lãnh thổ của một cặp đôi, con đực có cơ hội giao phối với con cá cái xâm phạm đó nhưng bị ngăn cản bởi chính con cá cái trú ngụ trong lãnh thổ. Sự cạnh tranh giữa những con cái đó rất kịch liệt đến nỗi con đực không thể khống chế được chúng.
Trứng hoàn toàn chỉ được chăm sóc bởi cá đực. Cá đực dùng vây ngực quạt vào cửa hang nơi chứa trứng có lẽ để cung cấp oxy vào hang. Thỉnh thoảng, cá đực nhẹ nhàng ngậm một phần trứng vào miệng rồi nhổ ra ngay. Khi có loài khác xâm phạm lãnh thổ, cá cái cũng cùng cá đực tấn công chúng, nhưng chưa có ghi nhận cho thấy cá cái vào hang chăm sóc trứng.
Trong một thí nghiệm loại bỏ cá đực từ 5 cặp A. phalaena của Takegaki (2005), sau khi phát hiện bạn đời vắng mặt (khoảng 1–6 phút), cá cái ngay lập tức chui vào hang và bắt đầu quạt cho trứng như cá đực đã làm. Chỉ 2 cá thể cái lớn nhất trong số này (tổng chiều dài đều hơn 13 cm) là tiếp tục chăm sóc trứng cho đến khi chúng nở, còn những cá thể cái nhỏ hơn (11,6–12,3 cm) còn lại đều rời bỏ tổ trước khi trứng nở. Điều này cho thấy, kích thước có ảnh hưởng đến khả năng làm cha mẹ ở nhiều loài cá, vì kích thước lớn cho phép chúng chịu đựng về mặt thể chất cao hơn và khả năng chiến đấu chống lại kẻ săn trứng tốt hơn. Việc chuyển đổi sự chăm sóc của cá đực sang cá cái không biết chăm sóc trứng như A. phalaena có thể được giải thích bởi sự gần gũi thường xuyên về mặt không gian giữa bạn đời của chúng.
A. phalaena có thể sống được hơn 14 tháng, cũng là tuổi thọ cao nhất được ghi nhận ở loài này. Cá đực trưởng thành sớm hơn so với cá cái.

## Thương mại
A. phalaena được đánh bắt trong ngành buôn bán cá cảnh.